# Elsworth
Elsworth – wieś w Anglii, w hrabstwie Cambridgeshire, w dystrykcie South Cambridgeshire. Leży 15 km na zachód od miasta Cambridge i 83 km na północ od Londynu. Miejscowość liczy 657 mieszkańców.